# 2,5-dimetossi-4-metilamfetamina
2,5-Dimetossi-4-metilamfetamina (noto come DOM, dimetoxianfetamina o come STP, acronimo che sta per "Serenità, Tranquillità e Pace") è un'amfetamina psichedelica.

## Descrizione
Essa appare come una polvere senza odore e colore, e viene sintetizzata in compresse o capsule. Gli effetti derivanti dall'assunzione sono euforia e eccitazione a piccole dosi, mentre a dosi maggiori provoca allucinazioni. Non procura dipendenza fisica e quella psichica è ridotta.
È stato sintetizzato da Alexander Shulgin, e successivamente riportato nel suo libro PIHKAL: A Chemical Love Story. Viene generalmente assunto per via orale.